# تپه گوور قلعه ۳
تپه گوور قلعه ۳ مربوط به دوران‌های تاریخی پس از اسلام است و در شهرستان بوئین‌زهرا، بخش آوج، روستای کلنجین واقع شده و این اثر در تاریخ ۱۷ اسفند ۱۳۸۱ با شمارهٔ ثبت ۷۶۸۵ به‌عنوان یکی از آثار ملی ایران به ثبت رسیده است.